# Christophorus
Christophorus oder Die Vision einer Oper (en alemany, Christophorus o la visió d'una òpera) és una òpera en dos actes composta per Franz Schreker entre 1925 i 1928 i estrenada a Friburg l'1 d'octubre de 1978. La va dedicar al seu amic Arnold Schönberg.